# Cass County (Texas)
Das Cass County ist ein County im US-Bundesstaat Texas. Das U.S. Census Bureau hat bei der Volkszählung 2020 eine Einwohnerzahl von 28.454 ermittelt. Der Sitz der County-Verwaltung (County Seat) befindet sich in Linden.

## Geographie
Das County liegt nordöstlich des geographischen Zentrums von Texas am Südufer des Sulphur River und grenzt im Osten an Arkansas und Louisiana. Es hat eine Fläche von 2487 Quadratkilometern, wovon 60 Quadratkilometer Wasserfläche sind. Das Cass County grenzt an folgende Nachbarcountys und -parishes: 
|               | Bowie County                                | Miller County (Arkansas) |
| Morris County | Kompassrose, die auf Nachbargemeinden zeigt |                          |
|               | Marion County                               | Caddo Parish (Louisiana) |

## Geschichte

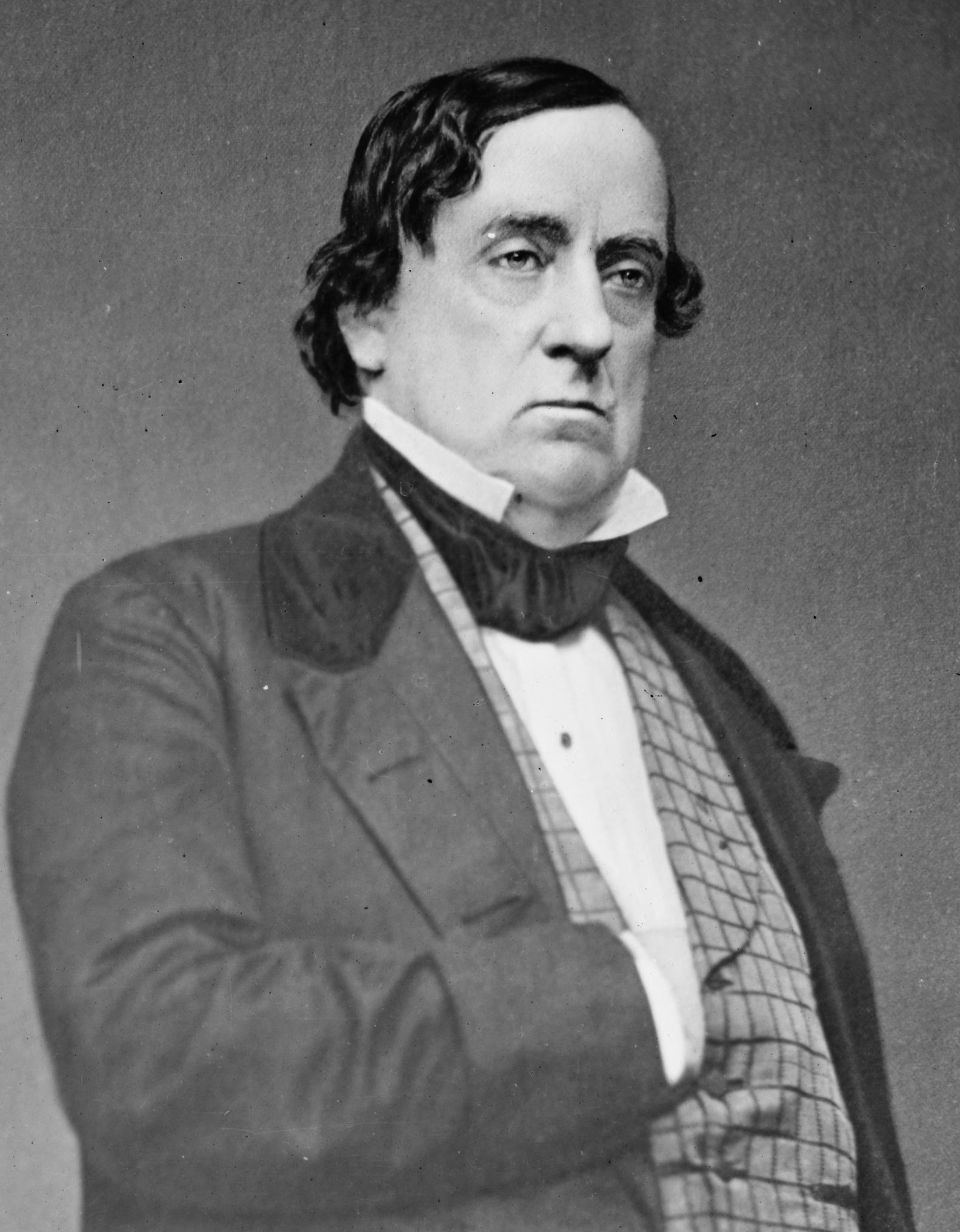
L. Cass

Das Cass County wurde am 25. April 1846 aus Teilen des Bowie County gebildet und die Verwaltungsorganisation am 13. Juli gleichen Jahres abgeschlossen. Benannt wurde es nach Lewis Cass (1782–1866), einem US-Senator von Michigan, der für die Aufnahme von Texas in die Vereinigten Staaten eintrat. 1861 wurde das County umbenannt in Davis County, nach Jefferson Davis, dem Präsidenten der Konföderierte Staaten von Amerika. Nach der Reconstruction-Phase nach dem Bürgerkrieg wurde es am 16. Mai 1871 wieder in Cass County umbenannt.

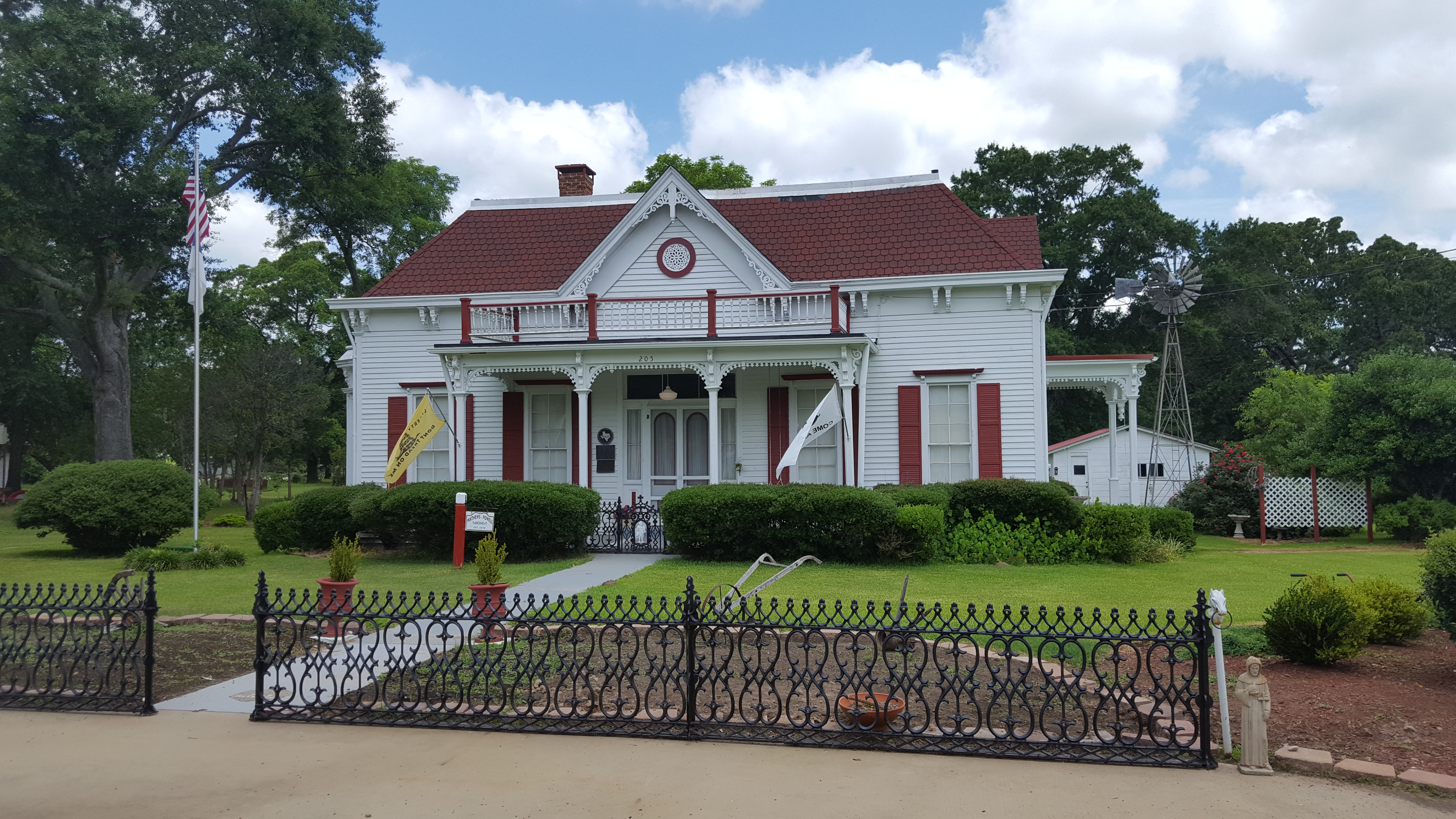
Das Mathews-Powell House ist einer von drei Einträgen des Countys im NRHP.

Drei Bauwerke des Countys sind im National Register of Historic Places (NRHP) eingetragen (Stand 18. Oktober 2018).

## Demografische Daten
Nach der Volkszählung im Jahr 2010 lebten im Cass County 30.464 Menschen in 12.313 Haushalten. Die Bevölkerungsdichte betrug 12,6 Einwohner pro Quadratkilometer. 
Ethnisch betrachtet setzte sich die Bevölkerung zusammen aus 79,0 Prozent Weißen, 17,4 Prozent Afroamerikanern, 0,5 Prozent amerikanischen Ureinwohnern, 0,3 Prozent Asiaten sowie aus anderen ethnischen Gruppen; 1,4 Prozent stammten von zwei oder mehr Ethnien ab. Unabhängig von der ethnischen Zugehörigkeit waren 3,5 Prozent der Bevölkerung spanischer oder lateinamerikanischer Abstammung. In den 12.313 Haushalten lebten statistisch je 2,36 Personen. 
22,9 Prozent der Bevölkerung waren unter 18 Jahre alt, 57,7 Prozent waren zwischen 18 und 64 und 19,4 Prozent waren 65 Jahre oder älter. 51,7 Prozent der Bevölkerung war weiblich.
Das jährliche Durchschnittseinkommen eines Haushalts lag bei 37.065 USD. Das Prokopfeinkommen betrug 20.456 USD. 19,3 Prozent der Einwohner lebten unterhalb der Armutsgrenze.

## Ortschaften im Cass County
Citys
- Atlanta
- Hughes Springs 1
- Linden
- Queen City

Towns
- Avinger
- Bloomburg
- Domino
- Douglassville
- Marietta

Unincorporated Communitys
- Antioch
- Bethsaida
- Bivins
- Bryans Mill
- Carterville
- Cass
- Cornett
- Cusseta
- Dalton
- Huffins
- Kildare
- Kildare Junction
- Lanark
- Lanier
- McLeod
- New Colony
- Nickleberry
- O’Farrell
- Patman
- Pruett
- Red Hill
- Smyrna
- Springdale
- Three States
- Walton

## Gliederung
Das Cass County ist in fünf Census County Divisions (CCD) eingeteilt:
| CCD                        | Einwohner (2010) | FIPS     |
| -------------------------- | ---------------- | -------- |
| Atlanta CCD                | 13.705           | 48-90160 |
| Bivins-McLeod CCD          | 2822             | 48-90320 |
| Hughes Springs-Avinger CCD | 5411             | 48-91850 |
| Linden CCD                 | 5740             | 48-92215 |
| Marietta-Douglassville CCD | 2786             | 48-92405 |